# بنجامين غيتس
بنجامين غيتس (بالإنجليزية: Benjamin Gates)‏ هو محامي أمريكي، ولد في 6 أغسطس 1873، وتوفي في 3 أكتوبر 1943.